# Spirit : Au galop en toute liberté
Pour les articles homonymes, voir Spirit.
 (janvier 2024).
Si vous disposez d'ouvrages ou d'articles de référence ou si vous connaissez des sites web de qualité traitant du thème abordé ici, merci de compléter l'article en donnant les références utiles à sa vérifiabilité et en les liant à la section « Notes et références ».
Spirit, l'étalon des plaines À l'école d'équitation
Spirit : Au galop en toute liberté (Spirit: Riding Free) est une série télévisée d'animation 3D américaine en 53 épisodes développée par Aury Wallington pour DreamWorks Animation Television et diffusée entre le 5 mai 2017 et le 6 décembre 2019 sur le service Netflix.
La série est une adaptation du film d'animation Spirit, l'étalon des plaines, réalisé par Kelly Asbury et Lorna Cook en 2002.
En France, en plus de sa diffusion principale sur Netflix, la série est rediffusée à la télévision sur Gulli depuis le 31 août 2018.
Elle est suivie par un spin-off, intitulé Spirit : Au galop en toute liberté - À l'école d'équitation, lancée en 2020, toujours sur Netflix.
Une adaptation cinématographique, intitulée Spirit : L'Indomptable, reprenant l'histoire de la série depuis le début, sort en 2021.
Spirit : Au galop en toute liberté est renouvelé pour la saison 9.

## Synopsis
Dans la petite ville frontalière de Miradero, une jeune fille de 12 ans, Fortuna Esperanza Navarro Prescott, surnommée « Lucky », qui vient de quitter la ville, rencontre un Kiger Mustang sauvage nommé Spirit dans le train qui la conduit à Miradero. Le cheval est capturé par des cow-boys et amené à Miradero pour être dressé.
Lucky se lie immédiatement avec l'étalon et le libère de son enclos. Lucky se lie également d'amitié avec Apolline Granger dite « Apo » et Abigaëlle Stone. Apo possède un cheval Palomino talentueux et fier appelé Chica Linda, et Abigaëlle possède un cheval Pie amical et maladroit appelé Boomerang. Les trois filles se surnomment les AB-LU-AP et vivent de nombreuses aventures avec leurs chevaux.

## Personnages

### Personnages principaux
- Fortuna « Lucky » Esperanza Navarro Prescott : C'est une fille très courageuse, gentille et têtue, qui n'aime pas les règles. Elle est la fille du propriétaire du chemin de fer JP Jim Prescott et de la star mexicaine du cirque Milagro Navarro qui est morte, elle a aussi une tante qui s'appelle Cora Prescott, un cousin escroc qui s'appelle Julian Prescott et un grand-père qui s'appelle James Prescott Sr. qui est mort récemment. Lucky vivait en ville, mais elle s'est ensuite installée dans la petite ville de Miradero, où elle a vécu en tant que fille citadine avec son propre groupe d'amis. Dans le livre Spirit Riding Free: The Adventure Begins écrit par Suzanne Selfors, le nom de l'ancienne école de Lucky était Madame Barrow's Finishing School for Young Ladies, dans cette école elle avait une meilleure amie qui s'appelait Emma Popham qui est en fauteuil roulant et atteinte de Poliomyélite, comme Lucky n'a pas pu lui dire au-revoir en personne elle lui a écrit une lettre disant qu'elle était désolée de ne pas venir à sa fête d'anniversaire (à cause de son déménagement à Miradero). Lucky a repéré un cheval sauvage qui est vite devenu son compagnon plus tard. Elle nomma le cheval Spirit. Lucky est courageuse, aventurière et cavalière. Elle aime monter son cheval, Spirit, et adore apprendre de nouveaux tours. Elle est amicale, sociable et dévouée. Elle aime ses amis et sa famille et est prête à tout pour eux. Elle est même prête à risquer sa vie pour eux. Elle peut aussi être impatiente, impulsive, rebelle et tordue, car elle n'abandonne généralement pas avant d'avoir fait ce qu'elle pense être juste. Cela l'amène à passer à l'acte. Elle entraîne généralement ses amis dans des aventures plus téméraires. Elle pense qu'il est injuste que les adultes fixent toutes les règles à ce moment-là, car elle peut être ouvertement rebelle et désobéir à des ordres stricts. Normalement, son impulsivité est déclenchée lorsque ses amis, notamment Spirit, ont besoin d'aide.
- Apolline « Apo » Granger : Elle est souvent le cerveau de l'équipe, elle sait tout sur tout, elle est courageuse, comme Lucky, et elle est agréable au cœur. Apo est l'une des trois personnalités principales de la série. Elle est l'entraîneuse de chevaux du groupe. Son père, Al Granger, est un marchand de chevaux et le plus grand fournisseur de chevaux de Miradero et sa mère Fannie Granger est vétérinaire à Miradero également. Apo est la meilleure amie de Lucky et Abigaëlle et a une jument Palomino nommée Chica Linda. Apo est afro-américaine et a une nature compétitive et têtue. Apo est à peine plus jeune que Lucky, son douzième anniversaire ayant lieu quelques mois après celui de Lucky en été. Elle s'occupe de ses amis et est toujours là pour eux. Apo est souvent grondée par son père, même lorsque le problème n'est pas entièrement dû à Apo, comme lorsque Spirit a fait un trou dans le mur de la grange de son père. Outre ses parents, Apo semble être enfant unique, et ne semble pas avoir d'autres proches à Miradero. Apo avait peur de prendre la parole en public et de se produire et, bien qu'elle aime chanter, elle avait du mal à le faire devant une foule. La tante de Lucky, Cora, a tenté de l'aider à faire face à ces problèmes à plusieurs reprises. Apo avait également des sentiments négatifs à l'égard des cirques à la suite d'un incident embarrassant impliquant un clown, survenu lorsque son père l'a emmenée au cirque de Cannon Ville pour son cinquième anniversaire. Apo a finalement réussi à surmonter son trac et son dégoût pour les cirques lorsqu'elle a - d'abord involontairement, puis intentionnellement - réalisé un numéro comique avec le cheval Boomerang d'Abigaëlle pour El Circo Dos Grillos. Apo possède la selle de Chica Linda, fabriquée par Turo, depuis qu'elle a huit ans. Elle a douze ans dans l'épisode Lucky et la Surprise pas si secrète que ça.
- Abigaëlle Stone : Elle est la moins rebelle, et est souvent représentée comme douce et drôle, mais naïve. Elle peut encore être intelligente et courageuse, comme ses amis. Elle a un cheval nommé Boomerang un American Paint Horse et est la meilleure amie de Lucky Prescott et de Apo Granger. Abigaëlle aime faire de l'activité manuelle, monter à cheval, parler et donner de mignons noms aux animaux. Elle a un frère cadet, La Mèche. Ses parents ont été mentionnés, mais n'ont jamais été vus dans la série à part dans le spin-off Spirit : Au galop en toute liberté - À l'école d'équitation dans l'épisode 7 de la première partie. Elle est toujours gentille avec ses amis et, bien qu'elle soit un peu bête, elle est en fait intelligente. Bien qu'elle ne soit pas aussi courageuse que Apo et Lucky, elle a toujours un côté courageux et veut toujours faire ce qui lui semble juste. Elle n'a pas beaucoup voyagé, n'ayant jamais été au sud des montagnes Arrowroot.
- Maricela Melena Gutierrez : Maricela est la fille du maire de Miradero, et une camarade de classe des AB-LU-AP (Abigaëlle, Lucky et Apo). Elle est prétentieuse, arrogante et distinguée au début, mais finit par s'attacher à Lucky et aux AB-AP malgré leurs différences. Elle aime les vêtements raffinés et le chant et déteste généralement les chevaux, mais elle commence bientôt à les aimer après avoir rencontré Mystère. Elle vit dans une grande maison située juste en face de la cour des chevaux. Maricela espérait trouver une amie en Lucky quand Lucky est arrivé à Miradero, mais Lucky a trouvé Maricela prétentieuse. Maricela a été déçue par l'attirance de Lucky pour les chevaux et par son lien avec Apo et Abigaëlle, des filles locales que Maricela jugeait peu raffinées et indignes d'amitié. Maricela et Lucky sont devenus amies lorsqu'elles ont été jumelés comme partenaires de stand pour la kermesse de l'école, mais Lucky a été ébranlée par la compétitivité de Maricela et sa volonté de faire n'importe quoi, même tricher, pour gagner le titre de l’Élève du mois. Pendant toute la journée de la fiesta, Maricela a rivalisé avec Lucky pour attirer l'attention du cavalier Javier (elle a même essayé de l'impressionner avec sa maîtrise de l'espagnol), et après avoir écarté Lucky des festivités en la mettant dans l'embarras, elle a ensuite rivalisé avec Apo sur la scène. Le soir de la fête des moissons de Turo, Maricela a annoncé (à l'indifférence de tous) qu'elle avait renoncé à poursuivre l'affection de Javier en faveur de Julian, le cousin de Lucky. Elle a rejoint l'équipe des filles (suggérant de renommer les « AB-LU-AP » en « AB-LU-AP-MA » pour s'y inclure), mais a été plus un obstacle qu'une aide pour remporter la victoire. Lorsque Miradero a été atteint par la grippe frontalière, Maricela a rejoint Lucky pour découvrir le sort d'un train en marche qui était censé livrer des médicaments vitaux. Maricela a commencé à s'entendre avec Lucky, et même à développer un respect, voire une affection, pour Genévrio. Maricela a sauvé la vie de Lucky en faisant sonner la cloche de l'église pour guider Lucky et Spirit vers la ville dans le blizzard. Elles sont devenus des amies plus proches par la suite. Pendant l'été, alors que les AB-LU-AP ont rejoint El Circo Dos Grillos, Maricela a acheté un vélo et s'est attachée à Turo. Avec son vélo, elle est devenue une nuisance pour les AB-LU-AP, les suivant partout, et les appelant à nouveau « AB-LU-AP-MA ». L'Halloween suivant, Maricela a aidé Turo à organiser une farce destinée aux AB-LU-AP dans la chasse au trésor. Elle s'est fait passer pour le fantôme de Sadie Crouthers, effrayant Lucky et ses amis, ils se sont tous mis à rire.
- James « Jim » Prescott Jr. : Jim Prescott Jr. est le descendant du chef d'entreprise ferroviaire James Prescott Sr. et le père de Lucky. Tout en gérant la construction et l'exploitation du chemin de fer JP et Fils à la frontière, il vit à Miradero avec sa fille et sa sœur aînée Cora. Il est également l'oncle de Julian. La première femme de Jim, la star de cirque mexicaine Milagro Navarro, est morte lorsque leur fille Lucky avait deux ans, encore trop jeune pour se souvenir d'elle. Après avoir vécu près d'un an à Miradero, Jim s'est fiancé avec l'institutrice de la ville, Mlle Flores. En quête d'aventure et pour échapper à la pression de son père autoritaire qui l'obligeait à se lancer dans l'entreprise ferroviaire familiale, Jim quitta la ville pour la frontière à l'âge de 18 ans. Dans ses premières années, il travailla comme cow-boy pour un ranch de l'Ouest appelé The Corral et comme trappeur de fourrures. Il a cartographié la rivière Rivas et a sauvé vingt personnes de l'effondrement d'une mine. Jim a rencontré Milagro après une représentation de El Circo Dos Grillos dans la ville de Winslow, où il avait conduit du bétail aux enchères alors qu'il travaillait comme cow-boy. Il avait été fasciné par sa beauté et son talent lors de sa prestation en tant que jeune charreadera. Les deux se sont mariés et ont donné naissance à Lucky, qui a commencé à être élevée à Miradero, où Jim a construit une maison pour sa famille. Jim était également un chasseur de trésor, localisant la cachette du légendaire mineur Respero, et s'enfuyant avec sa carte au trésor. Bien que Jim et Milagro aient essayé de déchiffrer la carte et de localiser le trésor des dizaines de fois, ils n'ont jamais réussi. Lorsque Lucky a eu deux ans, Jim et Lucky ont déménagé en ville, où Lucky a grandi jusqu'à l'âge de douze ans. Cette année-là, Jim est rentré avec Lucky et tante Cora dans leur maison de Miradero, pour superviser l'expansion du chemin de fer à la frontière. Les efforts fructueux de Jim ont valu la visite du gouverneur, lors d'un bal à Miradero où la famille de Jim et les amis de Lucky étaient les invités d'honneur. Au cours de sa première année à Miradero, Jim a rencontré et développé une attirance pour Mlle Flores. C'est seulement au cours de leur premier vrai rendez-vous, pour un café au café de la ville, que Jim a appris que la femme qu'il ne connaissait que sous le nom de « Kate » était en fait l'institutrice de Lucky, Mlle Flores. La nouvelle relation s'est avérée délicate pour Lucky, et la demande en mariage de Jim à Mlle Flores le 24 juin, alors que Lucky avait treize ans, a poussé Lucky à s'enfuir de chez elle et à rejoindre El Circo Dos Grillos, mais avec le temps, Lucky s'est adaptée et a fini par accepter Mlle Flores. Bien qu'il ait abandonné les leçons lorsqu'il était enfant, Jim a fini par devenir un pianiste compétent, avec une préférence pour le ragtime.
- Cora Thayer Prescott : Cora Prescott est la tante autoritaire de Lucky et Julian. Elle est la sœur aînée du père de Lucky, Jim Prescott. Cora montre la protection de Lucky et en particulier un dessein d'élever Lucky avec les manières et l'équilibre qui conviennent à une dame de son époque. Cora est très correcte et n'hésite jamais à enseigner les bonnes manières, car elle est habituée à mener une vie de haut niveau en ville. L'entêtement de Cora s'est quelque peu apaisé lorsqu'elle s'est attachée à Carly, un animal de ferme, comme animal domestique. Cora a montré un côté héroïque en sauvant Lucky d'un puma vicieux. Juste avant, avec les encouragements des AB-LU-AP, elle s'est ouverte à une tentative de pratique de l'équitation, étant tombée de cheval quand elle était petite fille. Lorsque le père de Cora, James Prescott Sr, vint visiter la maison des Prescott à Miradero, Cora décida de lui montrer qu'elle avait maintenu la maisonnée comme « un phare de civilisation dans un vaste désert sauvage de vulgarité ». Elle encouragea Lucky et ses amis à se comporter au mieux pour lui. Mais les choses deviennent lentement incontrôlables et l'aîné Prescott exprime sa déception à l'égard de sa fille Cora, qui n'a pas su enseigner à Lucky les bonnes manières. Ayant des doutes en elle-même, Cora quitte la maison pour vivre dans l'auberge et pour ensuite prendre le train pour quitter Miradero mais finira par revenir grâce à Lucky. Cora joue du piano. Cora n'a jamais rencontré la mère de Lucky, Milagro Navarro. Lorsque Julian est venu séjourner chez les Prescott, il a fait croire qu'il était un bon enfant, mais que Lucky était mauvaise. Cora était très sotte, naïve et crédule et pensait que Julian disait la vérité. Lorsqu'il s'est avéré que Julian était en fait le mauvais, Cora lui a crié dessus et l'a puni, puis s'est excusée auprès de Lucky pour avoir été aussi stupide et idiot.
- Milagro Navarro : Milagro Navarro est la défunte mère de Lucky Prescott. Elle était une charreadera effectuant des cascades à cheval dans El Circo Dos Grillos lorsqu'elle a rencontré et épousé Jim Prescott. Milagro est morte avant que sa fille Lucky ne soit en âge de la connaître, mais la façon dont elle est morte n'a jamais été expliquée, bien que certains indices laissent penser à une possible maladie. Milagro est née et a grandi dans le petit village mexicain de San Jorge. Elle est appréciée de tous pour sa beauté, sa bonne humeur et sa gentillesse, mais ces charmes attirent l'attention de Don Trujillo, l'homme le plus riche de San Jorge, qui veut épouser Milagro le jour de son seizième anniversaire. Ce jour-là, elle s'est échappée de San Jorge avec son cheval Equuleus. Poursuivie à travers la frontière par deux des hommes de main de Don Trujillo, Milagro se cacha finalement dans une représentation du Circo Dos Grillos, effectuant des cascades avec Equuleus dans le spectacle, et fut ensuite recueillie par le maître de piste du cirque, Fito, et sa femme Estrella. Milagro rejoint le cirque à plein temps et finit par en devenir la vedette, jusqu'à figurer sur les affiches du cirque, debout (la vola'xda) sur un cheval brun et portant ses bottes d'équitation caractéristiques. Milagro a rencontré Jim Prescott après une représentation dans la ville de Winslow, où il avait conduit du bétail aux enchères alors qu'il travaillait comme cow-boy pour un ranch de western appelé The Corral, et avait été hypnotisé par sa beauté et son talent. Milagro est morte lorsque Lucky avait deux ans. Don Trujillo voulait épouser Milagro, il était beaucoup plus âgé qu'elle. On dit de Lucky qu'elle ressemblait à Milagro, tant par sa personnalité que par son apparence, ce qui est vrai puisqu'elles apprécient toutes deux la liberté et leurs chevaux.
- « La Mèche » Stone : « La Mèche » Stone est le frère cadet d'Abigaëlle, de six ans. La Mèche considère son âne, Monsieur Carotte, comme son meilleur ami ; l'âne est généralement très indifférent à son propriétaire. La Mèche est grossier, malicieux, aimable et énergique. Il ne semble pas réciproquer les affections romantiques de sa camarade de classe Bianca. « Snips » (son prénom en anglais) est probablement un surnom. Il était bien connu dans Star Wars : The Clone Wars comme étant le surnom d'Anakin Skywalker pour Ahsoka Tahno, en raison de son attitude hargneuse. C'est peut-être pour cela qu'on l'appelle ainsi. S'il a un vrai prénom différent de celui-ci, il n'a pas encore été enregistré. La Mèche est né à la grande sortie du club équestre six ans avant que Lucky ne revienne à Miradero. Étant un analphabète, La Mèche signe son nom avec un dessin grossier de Monsieur Carotte.
- Rebecca: Rebecca est l'ennemi juré de d'Aurelius. Elle avais une jument dont elle était très attachée qu'elle a eu pour ses 18 ans qui se nomme Kelly mais sa jument a finis par mourir de viellesse, ce qui l'affecte beaucoup. Elle est aussi l'apprentie de Prince Noir jusqu'à sa trahison ainsi que sa mort. Rebecca fut très marqué par la trahison de son mentor mais elle finit par lui pardonner jusqu'à ce qu'il finisse par se tuer. Elle est très marquée par la mort de son ancien mentor. Elle fut régulièrement celle qui met en échec les plans machiavéliques d'Aurelius. C'est également quelqu'un de très gentille, sensible et courageuse qui est toujours prête à aider les autres y compris sa famille et ses amis. Elle a également une sœur jumelle Talia qui préfère éviter de parler d'elle en la présence de ses amis contrairement à son frère aîné qui préfère expliquer aux autres la ressemblance entre Talia et Rebecca.
- Blaide: Blaide est le frère aîné de Rebecca et de Badili et de Talia. Il est le roi du royaume des nuages. Il est également quelqu'un de très gentil et n'hésite pas à protéger ceux qui lui sont chers. Il a une fille cachée: Ushuaia car il estime que le poste de future reine est trop compliquée pour elle. Il ne supporte pas quand on s'en prends à sa famille ni à ses amis. Il estime que les règles sont injustes parfois et n'hésite pas à les transgresser. Il a très peur des araignées, du vide et du noir mais les cache pour que personne ne se moque de ses peurs. Il adore le patin à glace et n'hésite pas à en faire en cachette.
- Grippa: Grippa est le lieutenant du royaume des nuages. Il est très gentil et n'hésite pas à protéger ses amis. Il était autrefois au service des ennemis de Rebecca jusqu'à ce qu'ils le trahissent. Il avais une une jument mustang, Flicka qui est morte de maladie en même temps que Kelly, la jument morte de viellesse de Rebecca et avait un jeune cheval camarguais blanc, Eclair qu'il est en train de vendre car il estimait que son cheval était trop dangereux et pouvait créer des problèmes. Il est également le compagnon de Grippe sou et le mentor de Lavigna. Il déteste le comportement de Lavigna envers les autres notamment envers Sarah et n'hésite pas à la punir tout comme ses amies ainsi que les deux cuisiniers, James et Marie qui n'hésite pas à mener la vie dure à Sarah ainsi que Mlle Mangin. Il est également de très bon conseil notamment pour Rebecca après qu'elle s'est disputée avec ses amis ou avec ses parents.
- Marie: Marie est l'amie de Rebecca, de Grippa, de Blaide, de Mitaine, de Mistigris, de Scope, de Chi, de Coco et de Pépé. Elle est très attachée à ses amis et n'hésite pas à aller les aider. Elle est très gentille et très sentimentale.
- Mitaine: Mitaine est l'amie de Rebecca, de Grippa, de Blaide, de Marie, de Mistigris, de Scope, de Chi, de Coco et de Pépé. Elle est très gentille notamment envers ses amis et n'hésite pas à les aider en quoi de besoins. Elle est très amoureuse de Mistigris qui est son compagnon.
- Mistigris: Mistigri est l'ami de Rebecca, de Grippa, de Blaide, de Mitaine, de Marie, de Scope, de Chi, de Coco et de Pépé. Il est très gentil et n'hésite pas à les aider. Il est très doué en informatique et peut pirater et déjouer n'importe quel site internet. C'est d'ailleurs lui qui aider Rebecca a déjouer tous les plans machiavéliques de Giovanni et d'Aurelius ainsi que n'importe quel enquête. Il est le compagnon de Mitaine. C'est un grand sentimental notamment envers Mitaine. Il déteste quand on dit du mal des parents et n'hésite pas à se mettre en colère contre eux notamment contre Lucky et Rebecca. Mistigris est l'aîné de Ben qui est décédé et d'Annia qui est parti vivre aux États-Unis. Ses parents sont des agents secrets mais sont morts durant une mission. C'est aussi un agent très expérimenté et très doué dans le combat et la manipulation des armes à feu. C'est généralement lui qui sépare Scope et Coco quand il se dispute en se lançant des défis idiots. Il a un cousin qui travaille dans la police et qui rêve de voir Aurelius avec tous ses hommes de mains en prison. Mistigris n'hésite pas à aider son cousin pour déjouer tous les plans machiavéliques d'Aurelius pour les mettre en prison une bonne fois pour toutes.
- Scope: Scope est l'ami de Rebecca, de Grippa, de Blaide, de Mitaine, de Mistigris, de Marie, de Chi, de Coco et de Pépé. Il est très gentil et n'hésite pas à les aider même s'il s'enfuit au moindre danger. Il est très bête et adore les aliments sucrés ainsi que les jeux vidéos. Il ne supporte pas Coco et n'hésite pas à lui lancer des défis idiots pour lui prouver qu'il est meilleur que lui. Il adore faire rire les gens et raconter des blagues même dans les moments difficiles.
- Chi: Chi est l'amie de Rebecca, de Grippa, de Blaide, de Mitaine, de Mistigris, de Scope, de Marie et de Coco. Elle est très gentille mais aussi très timide. Elle est très attachée à ses amis et n'hésite pas à les aider. Elle adore apprendre la magie mais ses tours finissent toujours en catastrophes mais arrive à les réparer malgré les difficultés.
- Coco: Coco est l'ami de Rebecca, de Grippa, de Blaide, de Mitaine, de Mistigris, de Scope, de Chi et de Marie. C'est quelqu'un de très gentil notamment envers ses amis sauf à l'exception de Scope qui le traite de "Crétin à l'intelligence d'une cervelle de souris" et lui lance des défis idiots pour lui prouver qu'il est meilleur que lui jusqu’à ce que ça dégénère et c'est généralement Mistigris qui les sépare et met fin à leur défis idiots ainsi qu'à leur dispute. Il voit toujours la vie du bon côté et n'hésite pas à faire rire ses amis même dans les temps les plus dures.
- Badili: Badili est le frère cadet adoptif de Rebecca et de Blaide. Il adore son frère et sa sœur. Il possède une poupée de porcelaine possédée par un démon que son frère a acheté pour Noël. Il déteste quand Rebecca se dispute avec ses parents et n'hésite pas à aller se cacher dans leur chambre ou d'aller au Clan du Tonnerre pour venir s'y réfugier le temps que sa calme. C'est quelqu'un de très gentil mais très sensible qui déteste quand les cris des adultes.

### Personnages récurrents
- Javier : Javier est un adolescent mexicain, cavalier et cow-boy, qui se lie d'amitié avec Lucky et devient son petit ami. Il est très compétent, mais aussi humble, serviable et franc. Sa langue maternelle est l'espagnol. Lucky a rencontré Javier pour la première fois lorsqu'il est venu à Miradero pour participer à la charrearia de la fiesta. Elle lui a demandé de l'aider à apprendre quelques tours d'équitation, notamment la pose d'équilibre sur une jambe que sa mère a prise à cheval sur l'affiche du cirque, que Javier a identifiée comme étant la bolada. Maricela s'est également intéressée à Javier et a rivalisé avec Lucky pour son affection, montrant ses compétences en parlant espagnol et en dansant avec lui.  Au moment de la chasse au trésor de Turo, pour laquelle Javier est retourné à Miradero pour rejoindre l'équipe des garçons, Maricela s'est intéressée à Julian, le cousin de Lucky, qui a appelé Javier « Javi ». Bien que Julian se soit moqué de Lucky tout au long de la compétition, Javier est resté un gentleman, proposant fréquemment d'aider les filles. La veille du tremblement de terre qui a frappé Miradero, Javier a passé une matinée à Miradero pour aider Lucky à travailler sur ses tours d'équitation, la balayant littéralement de ses pieds tout en montrant ses compétences. Il lui a révélé qu'il participerait à un rodéo le lendemain, mais que celui-ci devait se tenir à Filon d'Argent, et le père de Lucky ne lui a pas permis de sécher l'école pour y aller. Javier a promis d'aider Lucky à réaliser un nouveau tour à son retour. Javier a accompagné les AB-LU-AP et M. Granger sur une route mustang de Miradero à Rancho Nero, au cours de laquelle il s'est blessé à la jambe, ce qui a obligé Lucky à lui faire une attelle et à lui faire des points de suture. Elle s'est excusée pour la « cicatrice bizarre » qu'il risquait d'avoir. Il lui a dit qu'il pensait qu'elle était maintenant une vraie vacher et lui a tenu la main. Plus tard cette année-là, le maire Gutierrez a invité Javier à diriger la parade du Nouvel An à Miradero, et Javier et Hacheta son cheval ont passé de nombreux mois à perfectionner la chorégraphie de la ligne de cheval pour une danse de charro. Javier a invité les AB-LU-AP à participer, mais leur a demandé de passer la veille du Nouvel An à s'entraîner. Malheureusement, occupés à remplir chacune des résolutions de sa liste, Lucky a eu trop peu d'entraînement et a gâché la répétition générale effectuée avant le défilé pour le maire. Ses faux pas ont fait tomber les autres chevaux comme des dominos et ont envoyé Javier dans une table de tartes, qui se sont envolées, les ruinant toutes. Javier était fâché contre Lucky, et elle s'est retirée du défilé, le mettant encore plus en colère. Lorsque Lucky est revenue plus tard dans la nuit pour la fête du Nouvel An, Ravier lui a pardonné, et lorsqu'elle lui a avoué combien elle l'aimait, il lui a dit qu'il l'aimait aussi. L'horloge a sonné minuit et ils se sont embrassés. Ensuite, Javier a souhaité à Lucky une bonne année.
- Turo : Turo est un adolescent forgeron, fabricant des selles et ouvrier d'écurie. Il est fort, simple, sincère, fiable, et a un grand cœur. Turo a vécu toute sa vie à Miradero. Il a été dans toutes les classes d'Apo à l'école depuis la maternelle, et au moment où Lucky a passé sa première année à Miradero, Turo et Maricela étaient allés à l'école ensemble pendant les cinq dernières années. Turo a fabriqué la selle de Chica Linda quand Apo n'avait que huit ans, et Apo l'a toujours eue depuis. Turo était absent à l'école le premier jour de Lucky. Pour la kermesse de l'école, Turo a construit un plongeoir pour que La Mèche tombe dedans lorsque quelqu'un visera la cible avec la balle et ce quelqu'un sera Abigaëlle qui a rêver de faire ça toute sa vie. Turo a acheté Genévrio à Garyson en échange d'une selle que Turo était déjà engagé à faire pour Garyson. Plus tard, Turo a refusé tout futur service à Garyson. Turo a également peur des araignées. Lorsque Maricela est allée au pensionnat avec les AB-LU-AP, elle a embrassé Turo et lui a dit qu'elle le verrait à Noël. Dans l'épisode Le Bal de la Saint-Valentin, Turo est venu aux Falaises de Palomino spécialement pour Maricela lors de la Saint-Valentin.
- Julian Prescott : Julian est le cousin citadin plus âgé de Lucky, neveu de Jim Prescott et de tante Cora, qui rend occasionnellement visite à la famille Prescott à Miradero. Julian a une prédilection pour l'escroquerie et l'arnaque de Lucky et de ses amis, ce qui fait que Lucky se méfie perpétuellement des motivations de Julian, malgré les protestations incessantes de Julian qui affirme avoir tourné une nouvelle page.  Lorsque Lucky avait douze ans et Julian quatorze, il est resté chez les Prescott pendant un mois à l'automne, après avoir été expulsé de l'internat et en attendant d'être admis dans un nouvel internat. Lors de cette visite, Julian a détruit la draisine de Jim lorsqu'il l'a utilisée comme une montagne russe de fortune pour les amis de Lucky dans une zone abandonnée de la voie ferrée avec une forte descente. Plus tard, lors de ce même séjour, Julian et son équipe ont perdu la chasse au trésor de Turo au profit de l'équipe des filles, et ont dû par conséquent embrasser l'âne Monsieur Carotte. Lors d'une autre visite, Julian a pris la relève et a organisé l'exploitation de l'or des AB-LU-AP, en recrutant les camarades de classe de Lucky comme travailleurs manuels, jusqu'à ce qu'il soit révélé que l'or était en fait de la pyrite.  Alors qu'il était au pensionnat, Julian a demandé l'aide de Lucky pour entrer dans une société secrète appelée les Crapules. Ensemble, ils ont tenté d'escroquer le maître de cérémonie de la société, Calvin, et un autre membre de la société, Pete, en organisant un faux vol chez Lucky. Lorsque l'escroquerie a mal tourné, Julian a avoué, mais Calvin a été tellement impressionné par le « véritable coup de Julian » que Julian a été admis dans la société. Lors du mariage de son oncle Jim à Miradero, Julian a essayé de faire payer les enfants de la région pour monter dans le carrosse de mariage, mais Lucky a mis un terme à ce projet. Il appelle Lucky « PB », pour « porte-bonheur ». Abigaëlle avait le béguin pour Julian jusqu'à ce qu'il insulte son cheval, Boomerang, en laissant entendre qu'un autre cheval pourrait mieux tirer les montagnes russes. Maricela a échangé son affection de Javier à Julian pour l'événement de la chasse au trésor de Turo. La Mèche admire également Julian. Quand Lucky était petite, Julian a dit à Lucky qu'il l'emmènerait dans un aquarium. Lucky a payé cinq dollars pour voir un canard en caoutchouc dans une baignoire. Lucky a sauté dans la baignoire. Julian a emmené Lucky dans un cirque qui n'était en fait qu'un chat errant, dans une ruelle et qui a mordu Lucky. Julian a pris l'argent de Lucky pour un Zeppelin qu'elle n'a jamais reçu. La dernière fois que Lucky a vu Julian, un an avant sa première visite chez les Prescott à Miradero, il a parié avec toute sa classe qu'il pourrait avaler un oiseau entier. Ils lui ont donné tous leur argent de poche pour le regarder manger du poulet rôti.
- James Prescott Sr. : James Prescott Sr. était le grand-père de Lucky et le propriétaire et fondateur de JP & Sons Railroad. Il était souvent sévère, mais avait un côté compétitif qui faisait ressortir un côté amusant en lui. James Sr. vivait dans la ville où Lucky avait l'habitude de vivre. Lorsque Lucky avait douze ans, il a envoyé son fils, le père de Lucky, à Miradero pour gérer la construction de la ligne de chemin de fer de l'Ouest, de Miradero à l'océan Pacifique, lorsque le gestionnaire précédent est mort dans un accident. James Sr. s'est rendu à Miradero à l'occasion du treizième anniversaire de Lucky, lui apportant des cadeaux comme des robes, un bain moussant, une brosse, un miroir et une tenue d'équitation pour dames. James Sr. a participé à la gymkhana des AB-LU-AP, mais a fait une sortie de piste et a dû être secouru pour éviter de couler dans les salines. Inquiet pour l'éducation de Lucky, James Sr. insista pour qu'elle retourne en ville avec lui, mais le père de Lucky brava l'ordre de son père et garda Lucky avec lui à Miradero. Dans la saison 6, James Sr. est venu au mariage. Mais il s'est fait une fausse idée de Kate, et il semblait très ennuyé quand le mariage prenait une éternité. Dans Spirit : Au galop en toute liberté : À l'école d'équitation, partie 2, James Sr. est mort dans des circonstances non précisées (bien qu'il s'agisse probablement d'une maladie ou de la vieillesse), laissant la compagnie de chemin de fer à Jim et sa maison d'enfance, le manoir de la vallée de Rosemead, à Lucky.
- Kathryn « Kate » Flores-Prescott : Kate Flores est l'institutrice à Miradero. Mlle Flores a un comportement tempéré et excuse généralement les manquements occasionnels de Lucky à ses responsabilités. Kate a été élevée dans un orphelinat par des religieuses. Comme la nourriture servie à l'orphelinat était si fade, elle a développé un goût pour la sauce piquante. Elle n'a jamais connu ses parents ni leur identité. Lorsque Kate a découvert Lucky endormi dans l'école, après avoir accidentellement fait fondre toutes les bougies en cire trempées à la main que Apo et Abigaïl avaient fabriquées pour leur stand, alors qu'elles essayaient de les réparer après le sabotage de Maricela, Kate a supposé que la fonte avait été un acte délibéré, et a grondé Lucky et l'a renvoyée chez elle pour la journée. Kate a rencontré Jim Prescott, le père de Lucky, et a commencé à sortir avec lui, ce qui a mis à rude épreuve sa relation avec Lucky et a parfois provoqué une aliénation entre les deux. Les deux se sont suffisamment réconciliés pour que Lucky ramène Kate à la maison pour le dîner de Noël, mais Lucky a trouvé une nouvelle raison d'être indigné par Mlle Flores lorsque celle-ci a mis en lieu sûr une photographie de la mère de Lucky lors de l'arrivée du cirque en ville. À la fin de la deuxième année scolaire de Lucky à Miradero, Kate a accepté de prendre des cours particuliers pour l'été à des centaines de kilomètres de là, à Lasso Ville, et devait quitter la ville, jusqu'à ce que Jim la demande en mariage le 24 juin. La planification de la cérémonie de mariage a empêché Jim de rejoindre Lucky. Jim a offert à Kate une jument noire et blanche nommée Maracas comme cadeau de fiançailles. En se rendant à l'orphelinat où Kate a grandi, Lucky a récupéré une enveloppe avec une photo d'un couple tenant un enfant. Acceptant Kate comme faisant partie de sa famille, Lucky lui a donné l'enveloppe, lui donnant ainsi des indices possibles sur sa filiation. Dans la saison 7, Kate et Jim sont enfin mariés et attendent maintenant un enfant. Dans la saison 8, Kate donne naissance à une fille qu'elle appelle Polly. Elle prend également sa retraite de l'enseignement pour devenir mère au foyer.
- Al Granger : Al Granger est un marchand de chevaux et un fournisseur de chevaux à Miradero et père d'Apo. Il est le meilleur ami de Jim Prescott à Miradero. M. Granger est propriétaire de l'écurie où sont logés Chica Linda et Boomerang, et occasionnellement Spirit et Monsieur Carotte, ainsi que de la cour des chevaux toute proche, que lui et ses employés utilisent pour le débourrage et la présentation des chevaux à la vente. M. Granger s'attache à maintenir son étable en ordre et en réparation et il est exigeant envers Apo, lui attribuant des responsabilités à la limite de ses capacités et lui faisant parfois porter le chapeau, même si ce n'est pas vraiment justifié. M. Granger est marié au vétérinaire de la ville Fannie Granger. Sa famille vit dans un ranch construit avec des rondins provenant des forêts de Carver. C'est un violoniste talentueux. Son rival à cheval est Harlan Garyson.
- Grippe sou: Grippe sous est le compagnon de Grippa. Il est très amoureux de son compagnon. Il possédait une jument camarguaise appelée Blanche mais que Grippa a fini par vendre car Grippa estimait que son compagnon n'est pas capable de maîtriser la jument camarguaise. Il était autrefois au service d'Aurelius mais a quitté lorsque ce dernier s'était fait arrêter. Il était le témoin du meurtre de Prince Noir mais à préféré ne rien dire de peur qu'on le rejette.
- Marguerite: Marguerite est l'amie de Rebecca, de Grippa, de Blaide, de Mitaine, de Mistigris, de Scope, de Chi, de Coco, de Marie et de Coco. Elle également la guérisseuse du royaume des nuages. Elle est très gentille et n'hésite pas à aider ses amis.

### Personnages antagonistes
- Harlan Garyson : Harlan Garyson est un éleveur et un marchand de chevaux vivant seul dans un ranch près de Miradero. Ses rencontres avec Lucky et les AB-AP l'ont dépeint comme un antagoniste et un ennemi des Prescott et de leurs amis. Il qualifie Lucky de « gosse bavarde » et se méfie de l'ingérence des AB-LU-AP dans ses affaires. Garyson est égoïste, impitoyable, misanthrope et parfois irrespectueux envers les gens et les chevaux, mais il respecte la loi et compte sur elle pour préserver ses intérêts. Le père de Garyson, Merle, était juge, mais il était mort au moment où Lucky est revenu à Miradero, tué par Butch LePray en fuite lors d'une évasion. Genévrio a été négligé et maltraité sous la propriété de Garyson avant que Lucky et Turo ne libèrent le cheval de la propriété de Garyson. Garyson soupçonnait mais ne pouvait pas prouver le rôle de Lucky dans la disparition du cheval ; le différend a été résolu lorsque Garyson a accepté d'échanger Genévrio avec Turo contre une sellerie que Turo avait déjà été engagé à faire pour Garyson. Bien que Garyson ait été battu jusqu'à la ligne d'arrivée par Lucky et Spirit, M. Granger a été contraint de déclarer Garyson et son cheval Ramsès vainqueur de la course de chevaux du circuit Tarrell, Lucky ayant été disqualifié en raison de son genre. Garyson a reçu le trophée du circuit Tarrell. La performance de Spirit dans la course a incité Garyson à proposer d'acheter Spirit à Lucky pour 1 000 dollars. Lorsque Lucky a refusé et insulté l'offre de Garyson, en déclarant que Spirit était un cheval libre, Garyson a engagé des hommes pour arracher Spirit à la nature, et Garyson a envoyé Spirit pour être vendu aux enchères à Cannon Ville. Spirit s'est échappé de son nouveau propriétaire et, avec l'aide de Makya, un Tuckapaw de 16 ans affranchi, Spirit est retourné à Miradero et Lucky aussi. De plus, lui et Lucky ont un ennemi en commun Butch LePray et ses hommes, lui et Lucky se collaborent pour contrecarré ses plans, une fois que Butch et ses hommes sont arrêtés par le shérif, il se plaint pour ses juments dérobés par Butch et alors il est considéré comme un héros par le père de Lucky et il a probablement reçu une prime pour le dédommagement de ses juments dérobés. Il est également l'amant secret d'Aurelius. Son amant avait décidé de couper les ponts avec lui car il était trop amoureux de son fiancé mais avait décidé de devenir des partenaires sexuels en échange de financement de nouveaux terrains et de nouveaux chevaux de courses.
- Butch LePray : Butch est, selon une légende racontée par Fito, le bandit le plus dangereux de la frontière, le fléau des diligences et des banques de Sarsparilla à CollierBay.ils Il apparaît de nulle part et vole les gens à visage caché. Il n'a aucune pitié. Il prend tout. Il disparaît. Certains disent qu'il n'est même pas un homme, juste une ombre. Certains disent même qu'il n'a pas d'âme. Personne n'a jamais été près de l'attraper, car personne n'a jamais vu son visage et n'a vécu. Le féroce bandit Butch - en réalité une femme - se fait passer pour un comptable de Spring Falls, douce et à lunettes, et désigné Jane pour voler El Circo Dos Grillos avec deux complices, pendant que le cirque se produit à Dos Caras. Ce faisant, Butch s'est lié d'amitié avec Lucky et a gagné sa confiance. Elle a appris que Lucky était une Prescott du célèbre JP & Sons Railroad. Butch conçoit un plan pour kidnapper Lucky afin d'obtenir une rançon, mais il est contrecarré lorsque Lucky utilise ses talents de cirque pour échapper à ses liens et détacher le wagon de fuite de Butch, qui s'enfonce dans un ravin. Butch a survécu à l'accident et a juré de se venger de Lucky. L'année suivante, Butch a dévalisé une diligence et, à l'intérieur, elle a vu un journal qui annonçait le prochain mariage des Prescott-Flores et incluait une photo de Lucky et de sa famille devant la maison des Prescott, ce qui a donné à Butch des indices essentiels sur l'endroit où se trouvait Lucky et sur la date opportune de la grève. Le jour du mariage, lorsque Lucky ne s'est pas présentée à l'église à temps avec les alliances, Jim est retourné à la maison pour voir ce qui la retenait. Il a été horrifié de voir sa fille attachée à une chaise dans le salon, juste à côté de Butch LePray. Rooster, un des hommes de main de Butch, a attrapé Jim, et elle lui a dit qu'elle avait une affaire inachevée avec lui et Lucky. Butch a laissé Lucky dans la maison sous la surveillance de Rooster, et s'est faufilé à bord d'un train de la JP & Sons Railroad avec deux autres hommes de main et Jim comme son prisonnier. Son plan de voler l'argent du train dans son coffre-fort a été contrecarré par Lucky et Garyson, qui avaient un compte à régler avec Butch, puisque cette dernière avait assassiné le père de Garyson, le juge Merle Garyson, quelques années auparavant lors de son évasion de prison à Los Bujos. Le train étant arrêté, Butch a été arrêtée par le shérif, alors qu'elle était emmenée au dépôt de Miradero.
- Samuel « Carlisle » Hayes : Samuel Hayes est l'antagoniste tempéré de Spirit : Au galop en toute liberté - Les Mini-histoires de Spirit, collection 2. C'est un bandit qui vole des chevaux à d'autres personnes et les vend. Il s'est également fait plusieurs ennemis, dont Lucky, Apo, Abigaëlle, M. Granger et Mme McDonnell. Récemment, Carlisle a tenté de capturer un cheval de couleur dorée (Mystère), mais les AB-LU-AP - remarquant que le cheval ne lui appartenait pas - ont protégé la jument à tout prix en la cachant sous la tente de Maricela. Lorsque le propriétaire du cheval a été retrouvé, Carlisle a tenté de capturer le cheval alors qu'il courait avec Lucky et Spirit. Cependant, les amis de Lucky et le shérif adjoint de la ville ont réussi à lui tendre une embuscade et à l'arrêter, avant de le mettre en prison pour ses crimes.
- Rose Pendleton : Rose est la rivale antagoniste de Apo Granger au concours de dressage de l'arène de Farmbrook. Elle se moque de Apo et Chica Linda parce qu'elles ne sont pas adaptées à un concours de ville. Ses amies Eliza, Jo et Caroline font de même. Lorsque Apo fait une mauvaise chute lors du deuxième tour, Rose est soupçonnée d'être derrière tout ça. Cependant, la performance de Rose est également sabotée et, finalement, son amie Eliza est la véritable coupable et se fait disqualifier. Rose commence alors à être plus gentille avec Apo et Chica Linda, qui lui ont sauvé la vie lorsqu'elle a également été sabotée, en disant que la monture de Apo était parmi les meilleures qu'elle ait jamais vues, et s'excuse de ne pas avoir donné à Apo, Chica Linda, ou à leur style de monte le respect qu'ils méritaient. Elle a ensuite rejoint ses nouveaux amis pour manger une glace. Dans la série Spirit : Au galop en toute liberté : À l'école d'équitation, Rose Pendleton est aperçue en train de jouer de la harpe lors d'une fête pour le vice-président.
- Aurelius: Aurelius est le compagnon de Giovanni puis le mari de Giovanni. Il est tout aussi amoureux de Giovanni mais a rencontré Grayson qui était son associé en fournisseur de chevaux de courses puis son amis jusqu'à ce qu'ils deviennent amants. Son beau fils avait découvert qu'il trompé son mari avec un autre homme et tente de révèler à Giovanni la vérité mais ce dernier ne le croit pas à son grand soulagement et continu d'aimer son fiancé et son amant jusqu'à ce que ce dernier coupe définitivement les ponts avec son amant car il était trop amoureux de son fiancé qui n'a jamais su que son fiancé le trompé malgré les avertissements de Silver jusqu'à ce qu'Aurelius et son ex amant décide de trouver un compromis en devenant des partenaires sexuels en échange, Aurelius finance tous les projets de son ex amant en lui fournissant de nouveaux terrains et de nouveaux chevaux de courses. Il se méfie beaucoup de Rebecca qui l'a qualifie de mistinguette ainsi que de ses amis
- Talia: Talia est la sœur jumelle de Rebecca. Elle est devenue son ennemi jurée pour une raison inconnue. Elle métrise les armes mais ne s'en sert jamais et préfère tirer de sa force d'une drogue. Elle déteste toute sa famille et ses amis. Elle déteste généralement les règles et les transgresse à chaque fois, ce qui lui a valu la prison à vie. Elle également celle qui a tué froidement Prince Noir car il est celui qui se mêlait trop de ce qui ne le regardait pas.

### Membres de l'Académie équestre des Falaises de Palomino
Lucky, Apo, et Abigaëlle sont également membres de l'académie ainsi que Maricela qui a décidé de rester car elle ne voulait pas que Spirit et Mystère se séparent car entre eux c'est le grand amour.
- BÉ-URS-DA : Les BÉ-URS-DA sont un trio de filles (par rapport aux AB-LU-AP), nommées Daphné, Bébé et Ursula. Ce sont les BÉ-URS-DA actuelles, issues de la génération de leurs familles, qui ont remporté les concours du Jubilé d'été en plein air. Cependant, elles ont vraiment triché dans tous ces concours pour gagner, mais ont perdu contre les AB-LU-AP dans la course précédente.
- Lydia Jane Sterling : Lydia est une élève de l'Académie des Falaises de Palomino, c'est une journaliste.
- Jack Ledger : Jack est un élève de l'Académie des Falaises de Palomino. Il est décrit au début comme le seul poulain de l'équipe de course avec son cheval Poussière. Lorsque Jack rencontre Lucky, elle n'est pas consciente du peu d'attention que Jack reçoit. Lorsque Jack est devenu jaloux de l'attention que Lucky recevait, il l'a confrontée à la cafétéria. D'autres élèves lui offraient leur place dans la file d'attente, il l'a défiée dans une course. Ils se retrouvent sur la plage, et se défient mutuellement pour savoir qui atteindra l'autre côté en premier. Spirit et Lucky prennent la tête sans problème, laissant Jack loin derrière. Cependant, pendant la compétition, Spirit aperçoit des sables mouvants devant elle et s'arrête. Jack semble être naïf et ne s'arrête pas, ce qui le fait tomber dans les sables mouvants avec Poussière. Lucky doit plonger dans le sable pour sauver Jack après qu'il a coulé en poussant Poussière en sécurité. Après l'avoir sauvé, Jack remercie Lucky, et ils deviennent amis.
- Maous Wellington : Maous est un élève à l'Académie équestre des falaises de Palomino. Il semble être ami avec Alex Fox, mais semble également avoir une relation plus amicale avec les AB-LU-AP. Maous est également ami avec Lyds (Lydia). Il est également connu pour avoir un sacré appétit et les pommes d'amour semblent être ses friandises préférées. Une chose montrant qu'il a une meilleure amitié avec les AB-LU-AP est qu'il est invité à leur fête à la plage par Lucky et Abigaëlle, ce qu'il accepte alors qu'Alex n'a probablement pas été invité du tout puisqu'il a trompé Lucky lors du choix de l'émissaire pour la classe. Le nom complet de Maous en anglais est Beef Wellington cela fait surement référence au Bœuf Wellington et au fait qu'il aime beaucoup la viande. Maous signifie quelque chose d'énorme, son prénom est peut-être lié à son apparence physique qui est assez volumineuse. Son cheval s'appelle Rumsteak.
- Alex Fox : Alex est un élève de l'Académie des Falaises de Palomino, il est ami avec Maous, et est l'ennemi des AB-LU-AP et des BÉ-URS-DA. Son père est un sénateur et il a un cheval nommé Liberté.
- Priya Kapoor : Priya est une jeune spécialiste du dressage et la sœur jumelle de Sahir Kapoor. Elle est la propriétaire du cheval Mistigri et semble être une bonne amie des AB-LU-AP.
- Sahir Kapoor : Sahir est un jeune spécialiste du dressage. Il est le frère jumeau de Priya Kapoor, c'est le propriétaire du cheval Camilo et semble être l'intérêt d'Apo.
- Eleanor Kimble : Eleanor apparaît pour la première fois dans l'épisode Une nouvelle rivale !, elle est la principale concurrente de Lucky Prescott en tant que meilleure cavalière de l'équipe de relais de l'Académie équestre des falaises de Palomino, et les deux filles se disputent la même place. L'utilisation de son fauteuil roulant par Eleanor ne fait jamais l'objet d'un commentaire, et il s'avère qu'il n'est pas du tout nécessaire, mais il n'est pas non plus ignoré. Quelques ajustements de base sont tout ce dont Eleanor a besoin pour pouvoir monter à cheval. Après avoir été obligées de passer du temps à apprendre à l'autre à mieux monter, les filles se rendent compte que leurs styles d'équitation sont quelque peu incompatibles. Le harnais d'Eleanor l'empêche de se pencher en avant comme le fait Lucky, et l'absence de selle sur Spirit, le cheval sauvage de Lucky, l'empêche de se pencher dans les virages de la course comme le fait Eleanor sur son cheval Haricot. Eleanor et Lucky sont tout aussi compétentes l'une que l'autre dans leurs domaines respectifs.

### Chevaux
- Spirit :Mustang isabelle monté par Lucky Prescott. Étant un cheval sauvage, il déteste les équipements, être attaché ou enfermé, et se met à paniquer dès qu'il aperçoit l'un d'eux. Personne n'arrive à le monter sauf Lucky car tous les deux se sont liés d'amitié le jour où il s'est fait capturer. Vivant à l'écurie avec les autres chevaux, son box possède une porte lui permettant de partir dès qu'il le veut pour aller rejoindre son troupeau. Ce qu'il fait régulièrement. Il est le chef d'un troupeau de Mustangs vivant dans les environs de Miradero. C'est aussi le fils de Spirit et de Rivière du film original.
- Boomerang :Cheval pie alezan monté par Abigail Stone. C'est un cheval gourmand et joueur. Il fait souvent des farces, mais cela ne l'empêche pas de faire preuve de courage pour sauver Chica Linda de voleurs avec l'aide de Spirit.
- Chica Linda :Jument palomino montée par Apo Granger. Elles deux ont en commun un fort esprit de compétition. Elle et Apo sont des championnes de rodéo. Elle est aussi douée pour le dressage. Elle est attachée à Boomerang et Spirit.
- Mr Carotte :Un âne monté par Lamèche. Comme celui-ci, il n'aime pas se laver et personne ne supporte son odeur. Il n'aime pas toujours les mauvais coups de son cavalier et ne lui obéit pas toujours.
- Genévrio :Appaloosa bai foncé capé léopard appartenant autrefois à Mr Garyson. Ce dernier le maltraitait sans raison apparente, le privant d'eau et le frappant quand il se mettait à hennir. Lucky et Turo s'étaient décidés de le sauver. Après une tentative de vol, Genévrio, qui n'avait pas encore de nom, s'enfuit à la suite d'un orage l'ayant fait paniquer. Le lendemain, la bande le retrouve emmêlé de cordes, menaçant de se tuer en se débattant, Turo lui coupe les cordes. Mais le barrage ayant cédé, le niveau de l'eau monte et tous remontent la montagne in extremis. En rentrant, Turo propose à Garyson de lui offrir sa selle en échange de Genévrio. Celui acceptant, Tura venait d'avoir son propre cheval. Il lui a donné son nom en l'honneur du genévrier qu'il a utilisé pour fabriquer la selle de Garyson. Depuis, il vit à l'écurie de Mr Granger.
- Mystère :Jument à la robe dorée montée par Maricela. Celle-ci, n'aimant pas les chevaux de base, s'est attachée à Mystère à cause de la beauté de sa robe et de son élégance. Spirit semble avoir des sentiments pour elle.
- Alezan :Cheval alezan de Jim Prescott. Lui et Lucky le montent parfois.
- Armoise :Cheval souris monté par Jim Prescott et appartenant à ce dernier.
- Diablo :Cheval pie gris appartenant à Mr Granger. C'est un pro du slalom.
- Tomahawk :Cheval pie bai foncé appartenant à Mr Granger. D'après Apo, il s'agit du cheval le plus rapide qu'il n'aie jamais chronométré.
- Boule de gomme :Cheval pie bai appartenant à Mr Granger. C'est un excellent sauteur. Turo le montait avant d'obtenir Genévrio.
- Fumée :Mustang sauvage gris pommelé du troupeau de Spirit. Il a envie de prendre sa place de chef au sein du troupeau. Il est agressif et attaque les filles dès qu'il le peut. Après un combat, Spirit lui cède le troupeau, depuis, il évite Spirit. Mais à la suite d'une sécheresse, le troupeau faiblit. Quand Spirit tomba sur Fumée et le troupeau, ils les invitent à boire. Mais Fumée hésite, estimant que Spirit mérite de boire avant lui. Depuis ce jour, il accepta de nouveau Spirit dans le troupeau.
- Ramsès :Cheval gris foncé de Mr Garyson. C'est un cheval de course. Lui et Spirit ne s'entendent pas, se disputant avec ce dernier dès qu'ils se voient l'un l'autre.
- Equuleus :Cheval blanc ayant appartenu à Milagro Navarro. Lui et sa cavalière étaient des vedettes au Circos Dos Grillos.
- Corbeau :Cheval alezan appartenant à Mixtli. Sa robe est parée de motifs amérindiens que Mixtli lui fait en rasant des parties de son poil.
- Gouverneur :Un poulain alezan à crins lavés. Il a 4 balzanes et une liste blanche. Né dans le troupeau de Spirit, sa mère a été tuée par un puma. Depuis, il vit à l'écurie avec les autres chevaux.
- Hacheta :Jument grise appartenant à Javier. Elle et son cavalier font des tours d'acrobatie.
- Maracas :Jument appaloosa alezan brûlé léopard appartenant à Kate Flores. C'est Jim Prescott qui le lui a offerte. Maracas sort sa langue lorsqu'elle est touchée à un certain endroit.
- Luna :Jument à la robe léopard au Circos Dos Grillos.
- Flicka: Flicka est une jument mustang domestique de couleur noire qui appartient à Grippa. Elle attend un poulain dont Éclair est le père qui a fini par naître au sein du troupeau de Spirit. Elle est morte d'une maladie étrange plus tard en même temps que Kelly.
- Éclair: Éclair est un cheval camarguais blanc qui appartenait à Grippa dont il est en train d'être en train vendre car il estimait qu'il était trop dangereux pour les autres.
- Kelly: Kelly était la jument de Rebecca. Elle a eu depuis ses 18 ans. Elle est une jument alzanne avec la crinière blonde. Elle est morte de sa vieillesse.
- Blanche: Blanche est une jument camarguaise blanche qui appartenait à Grippe sou mais Grippa a fini par vendre la jument estimant que grippe sous n'était pas capable de maîtriser la jument.

## Distribution

### Voix originales
- Amber Montana (en) : Fortuna « Lucky » Esperanza Navarro Prescott
- Bailey Gambertoglio (en) : Abigail Stone
- Sydney Park : Prudence « Pru » Granger
- Nolan North : James « Jim » Prescott, Jr./James Prescott Sr.
- Kari Wahlgren : Cora Thayer Prescott
- Andy Pessoa : Turo
- Duncan Joiner : « Snips » Stone
- Darcy Rose Byrnes : Maricela Melena Gutierrez
- Tiya Sircar : Katherine « Kate » Flores
- Jonathan Craig Williams : Al Granger
- Gabriella Graves : Bianca / Mary Pat
- James Patrick Stuart : Harlan Grayson
- Jane Lynch : Coach Bradley
- Roshni Edwards : Priya Kapoor
- Karan Brar : Sahir Kapoor
- Paul-Mikél Williams : Jack Ledger
- Kitana Turnbull : Lydia « Lyds » Jane Sterling

### Voix françaises
- Kaycie Chase : Fortuna « Lucky » Prescott
- Lisa Caruso : Abigaëlle Stone (Abigail Stone)
- Marie Facundo : Apolline « Apo » Granger (Prudence « Pru » Granger)
- Céline Legendre-Herda : Maricela Melena Gutierrez
- Éric Aubrahn : Jim Prescott
- Laura Blanc : Cora Prescott
- Augustin Jahn : La Mèche Stone (Snips Stone)
- Sarah Marot : Mlle Flores
- Clara Poincaré : Bianca / Mary Pat
- Jean-Paul Pitolin : Al Granger
- Christophe Lemoine : Harlan Garyson (Harlan Grayson)
- Isabelle Leprince : Coach Bradley
- Maureen Diot : Priya Kapoor
- Enzo Ratsito : Sahir Kapoor / Jack Ledger
- Charlotte Hervieux : Lydia Jane Sterling
- Thomas Sagols : Alex Fox
- Maxime Baudouin : Turo

Source et légende : Version originale (VO) via le générique de fin et IMDb ; Version française (VF) via le carton de doublage.

## Épisodes

### Première saison (mai 2017)
Composée de 6 épisodes, elle a été mise en ligne le 5 mai 2017.
1. Lucky et Spirit, l'invincible (Lucky and the Unbreakable Spirit)
2. Lucky et le Sentier périlleux (Lucky and the Treacherous Trail)
3. Lucky et la Carte mystérieuse (Lucky and the Mysterious Map)
4. Lucky et l'Esprit de compétition (Lucky and the Competition Conundrum)
5. Lucky et l'Appaloosa en détresse (Lucky and the Appaloosa Adventure)
6. Lucky et la Surprise pas si secrète que ça (Lucky and the Not-So-Secret Surprise)

### Deuxième saison (septembre 2017)
Composée de 7 épisodes, elle a été mise en ligne le 8 septembre 2017.
1. Lucky et le Cow-boy acrobate (Lucky and the Cowboy Next Door)
2. Lucky et le Mystère du gâteau (Lucky and the Pie P.I.)
3. Lucky et son super cousin Julian, le roi du divertissement (Lucky and Her Super Amazing and Fun Cousin Julian)
4. Lucky et la Chasse au trésor (Lucky and the Harvest Hunt)
5. Lucky et l'Esprit de Noël (Lucky and the Christmas Spirit)
6. Lucky et la Tempête de neige (Lucky and the Deadly Blizzard)
7. Lucky et le Prix de la liberté (Lucky and the Price of Freedom)

### Troisième saison (novembre 2017)
Composée de 7 épisodes, elle a été mise en ligne le 17 novembre 2017.
1. Lucky et le Grand Voyage (Lucky and the Long Way Home)
2. Lucky et le Gouverneur (Lucky and the New Governor)
3. Lucky et la Libération risquée (Lucky and the Risky Rescue)
4. Lucky et la Sortie scolaire (Lucky and the Field Trip Fraud)
5. Lucky et la Journée particulière (Lucky and the Shaky Day)
6. Lucky et l'Opportunité en or (Lucky and the Golden Opportunity)
7. Lucky et le Puma (Lucky and the Lion)

### Quatrième saison (mars 2018)
Composée de 6 épisodes, elle a été mise en ligne le 16 mars 2018.
1. Lucky et le Patient impatient (Lucky and the Impatient Patient)
2. Lucky et le Patron du train de fer (Lucky and the Train Tycoon)
3. Lucky et l'Inversion des rôles (Lucky and the Role Reversal)
4. Lucky et le Patchwork (Lucky and the Patchwork Plan)
5. Lucky et sa nouvelle famille, partie 1 (Lucky and the Her New Family - Part 1)
6. Lucky et sa nouvelle famille, partie 2 (Lucky and the Her New Family - Part 2)

### Cinquième saison (mai 2018)
Composée de 7 épisodes, elle a été mise en ligne le 11 mai 2018.
1. Lucky et la Voltereta Feroz (Lucky and La Voltereta Feroz)
2. Lucky et le Hors-la-loi Butch LePray (Lucky and the No-Good Outlaw Butch LePray)
3. Lucky et les Grands Adieux (Lucky and the Big Goodbye)
4. Lucky et la Terreur sur roues (Lucky and the Two-Wheeled Terror)
5. Lucky et la Transhumance (Lucky and the Rough Ride)
6. Lucky et le Terrifiant Canular (Lucky and the Ghostly Gotcha!)
7. Lucky et la Lettre maudite (Lucky and the Doomed Delivery)

### Sixième saison (août 2018)
Composée de 6 épisodes, elle a été mise en ligne le 17 août 2018.
1. Lucky et l'Étonnante Pénurie d'eau (Lucky and the Doubtful Drought)
2. Lucky et les Mille et une Frayeurs (Lucky and the Arabian Nightmares)
3. Lucky et les Courageuses Filles du Far West (Lucky and the Fearless Fillies)
4. Lucky et la Frénésie de bonnes résolutions (Lucky and the Resolutionary Fever)
5. Lucky et le Cousin malicieux (Lucky and the Cousin Caper)
6. Lucky et les Imprévus du mariage (Lucky and the Wayward Wedding)

### Septième saison (novembre 2018)
Composée de 7 épisodes, elle a été mise en ligne le 9 novembre 2018.
1. Lucky et la Rançon (Lucky and the Railroad Ransom)
2. Lucky et la Montgolfière (Lucky and the Flight of the Fancy)
3. Lucky et la Blague parfaite (Lucky and the Jam Jam)
4. Lucky et l'As de l'évasion (Lucky and the Escape Artist)
5. Lucky et la Vague de froid (Lucky and the Thin Ice)
6. Lucky et les Corbeaux d'Abigaïl (Lucky and the Ray of Sunshine)
7. Lucky et la Leçon de survie (Lucky and the Double-Dad Dare)

### Huitième saison (avril 2019)
Composée de 6 épisodes, elle a été mise en ligne le 5 avril 2019.
1. Lucky et le Chaleureux Accueil (Lucky and the Warm Welcome)
2. Lucky et le Sabotage du concours de dressage (Lucky and the Dressage Sabotage)
3. Lucky et la Mission Louveteau (Lucky and the Girl Who Cried Wolf)
4. Lucky et la Journée des métiers (Lucky and the Endless Possibilities)
5. Lucky et le Nouvel Horizon, partie 1 (Lucky and the New Frontier: Part 1)
6. Lucky et le Nouvel Horizon, partie 2 (Lucky and the New Frontier: Part 2)

### Spécial (décembre 2019)
Cet épisode spécial pour la fête de Noël d'une durée de 45 minutes, a été mis en ligne le 6 décembre 2019.
1. L'Aventure de Noël (Spirit of Christmas)

## Hors-série:Les Mini-histoires de Spirit

### Collection N°1
Composée de six courts métrages, elle a été mise en ligne le 9 août 2019.
1. Infatigables (Unstoppable)
2. Joyeux anniversaire, Spirit (Happy Birthday, Spirit)
3. Un goûter avec les jumelles ! (Tea for Twins)
4. Drôle d'endroit pour un camping ! (The Campsite)
5. Maricela, le cheval et le camping (Maricela Sitting Free)
6. Jeunes et libres (Young & Free)

### Collection N°2
Composée de 4 épisodes unitaires, elle a été mise en ligne le 18 octobre 2019.
1. Le Jubilé estival des filles du Far West (The Frontier Fillies Summer Outdoor Jubilee)
2. La Grande Course annuelle des filles du Far West (The Frontier Fillies Great Legacy Race)
3. Les Plantes guérisseuses (The Healing Tree)
4. Lucky et les Mystère de la licorne (The Mystery of the Golden Unicorn)

## Sorties DVD
- Aux États-Unis et au Québec : 
  - Spirit: Riding Free, seasons 1-4 (26 épisodes), sorti le 5 juin 2018.
  - Spirit: Riding Free, seasons 5-8 (26 épisodes), sorti le 24 septembre 2019.
- En France :
  - Spirit : Au galop en toute liberté, saisons 1 et 2 (13 épisodes), sorti le 7 août 2018.
  - Spirit : Au galop en toute liberté, saisons 3 et 4 (13 épisodes), sorti le 7 novembre 2018.
  - Spirit : Au galop en toute liberté, saisons 1 à 4 (26 épisodes), sorti le 2 octobre 2019.
  - Spirit : Au galop en toute liberté, saisons 5 et 6 (13 épisodes), sorti le 6 novembre 2019.

## Spirit: Au galop en toute liberté: À l'école d'équitation
En avril 2020, Netflix dévoile que l'univers de la série continuera dans un spin-off intitulé Spirit : Au galop en toute liberté : À l'école d'équitation (Spirit Riding Free: Riding Academy).
Cette nouvelle série suit toujours Lucky Prescott et ses amies. Elles quittent la ville de Miradero pour aller étudier l'équitation dans une prestigieuse école.

### Saison 1
Composée de 7 épisodes, elle a été mise en ligne le 3 avril 2020.
1. Retour à la maison (Home Is Where the Herd Is)
2. Le Festival des festivals (Festival of Festivals)
3. L'Académie équestre des falaises de Palomino (Palomino Bluffs Riding Academy)
4. Un pour tous, tous pour une ! (The Neighs Have It)
5. L'Équilibre du cavalier (A Rider's Balance)
6. L'Amie aquatique (Welcome Back Otter)
7. Le Week-end en famille (The Palomino Family Affair)

### Saison 2
Composée de 9 épisodes, elle a été mise en ligne le 4 septembre 2020.
1. Sur la ligne de départ (Back to the Starting Line)
2. Quand l'amitié fait naufrage (The S. S. Friend-ship)
3. Tout pour la justice (The Gavel of Justice)
4. Une nouvelle rivale ! (The Rival Racer)
5. Le Bal de la Saint-Valentin (Palentine's Day)
6. La Vallée de Rosemead (Grandpa's Treasures)
7. Des forages à Palomino (There Will Be Mud)
8. Prêtes pour la course finale, partie 1 (Race to the Finish, Part 1)
9. Prêtes pour la course finale, partie 2 (Race to the Finish, Part 2)

## Spirit: Au galop en toute liberté - Rejoins l'aventure
Le 8 décembre 2020, Netflix a mis en ligne un film interactif où les spectateurs peuvent intervenir dans la mission des trois filles, Lucky, Apo et Abigaëlle : Spirit : Au galop en toute liberté - Rejoins l'aventure (Spirit Riding Free: Ride Along Adventure).
Lucky et ses amies doivent sauver la jument adorée de Maricela, capturée par des voleurs de chevaux en même temps qu'un troupeau sauvage et pour cela elles devront faire confiance à une personne inattendue : Butch LePray .

## Adaptation cinématographique
Le 7 octobre 2019, DreamWorks Animation a annoncé qu'un long métrage basé sur la série Spirit : Au galop en toute liberté était en cours de développement, avec Elaine Bogan au poste de réalisatrice et Ennio Torresan au poste de coréalisateur à partir d'un scénario de la créatrice Aury Wallington, et produit par Karen Foster. Le film, nommé Spirit : L'Indomptable, sera produit avec un petit budget et sera réalisé par un studio d'animation différent de DreamWorks, à l'instar du film Capitaine Superslip.
La production du film a été réalisée et déplacée pour travailler à distance pendant la pandémie de COVID-19 .